# Boitzenburger Land
Boitzenburger Land è un comune di 3 064 abitanti del Brandeburgo, in Germania.

Appartiene al circondario dell'Uckermark.
Non esiste alcun centro abitato denominato «Boitzenburger Land»; si tratta pertanto di un comune sparso.

## Storia
Il comune di Boitzenburger Land venne creato il 31 dicembre 2001 dalla fusione dei comuni di Berkholz, Boitzenburg, Buchenhain, Funkenhagen, Hardenbeck, Haßleben, Jakobshagen, Klaushagen, Warthe e Wichmannsdorf.

## Società

### Evoluzione demografica
- Sviluppo della popolazione dal 1875 entro gli attuali confini (Linea Blu: Popolazione; Linea puntata: Confronto dello sviluppo della popolazione dello stato del Brandenburgo; Sfondo grigio: Ai tempi del governo nazista; Sfondo rosso: Al tempo del governo comunista)
- Sviluppo recente della popolazione (Linea blu) e previsioni

| Anno | Abitanti |
| ---- | -------- |
| 1875 | 5 797    |
| 1890 | 5 687    |
| 1910 | 5 234    |
| 1925 | 5 504    |
| 1939 | 5 019    |
| 1950 | 7 443    |
| 1964 | 5 677    |

| Anno | Abitanti |
| ---- | -------- |
| 1971 | 5 365    |
| 1981 | 4 918    |
| 1985 | 5 068    |
| 1990 | 5 251    |
| 1995 | 4 997    |
| 2000 | 4 631    |
| 2005 | 4 119    |

| Anno | Abitanti |
| ---- | -------- |
| 2010 | 3 668    |
| 2015 | 3 213    |
| 2016 | 3 169    |
| 2017 | 3 151    |
| 2018 | 3 102    |
| 2019 | 3 089    |
| 2020 | 3 112    |

Fonti dei dati sono nel dettaglio nelle Wikimedia Commons..

## Geografia antropica
Il comune di Boitzenburger Land è suddiviso nelle frazioni (Ortsteil) di Berkholz, Boitzenburg, Buchenhain, Funkenhagen, Hardenbeck, Haßleben, Jakobshagen, Klaushagen, Warthe e Wichmannsdorf.